# Adrian Winter
Adrian Winter (* 8. Juli 1986 in Thalwil) ist ein Schweizer ehemaliger Fussballspieler.

## Karriere
Adrian Winter war als Jugendlicher ein begabter Schwimmer, ehe er eine Laufbahn im Fussballsport einschlug. Er stiess zur D-Jugend des örtlichen Fussballclubs in Thalwil, wo er heute noch beheimatet ist. Nach sechs Jahren beim FC Thalwil wechselte Winter in die B-Jugend des FC Red Star Zürich. Dort wurde Uli Forte, der in der Folge zu seinem grössten Mentor werden sollte, erstmals auf den damals 16-Jährigen aufmerksam.
Forte nahm den Jungfussballer umgehend in die erste Mannschaft von Red Star auf, wo er während zwei Jahren als Stammspieler auflaufen konnte. Nach dem Wechsel Fortes zum FC Wil in die Challenge League – das ist die zweithöchste Liga im schweizerischen Profifussball – folgte ihm Winter, nachdem er eine Lehre als Elektromonteur abgeschlossen hatte, ebenfalls in die Ostschweiz. Während seines Jahres in Wil war der mittlerweile 22-Jährige weiterhin für Positivschlagzeilen besorgt und erarbeitete sich seine schnelle Nomination im rechten Mittelfeld.
Zur Saison 2008/09 stiess Adrian Winter zusammen mit Förderer Forte zum eben erst aus der Super League abgestiegenen FC St. Gallen. An seiner neuen Wirkungsstätte sicherte sich der Neuzugang von Kantonsrivale Wil ebenfalls einen festen Platz in der Startformation und gehörte bereits in der Hinrunde zu den Besten in seinem Team. Nach einer längeren Verletzungsserie im Jahr 2009, fand Winter 2010 zur alten Stärke zurück und gehörte wieder zum unangefochtenen Stamm der Mannschaft. In der Hinrunde der Saison 2010/11 bestritt er in der Vorrunde 17 von 18 möglichen Einsätzen.

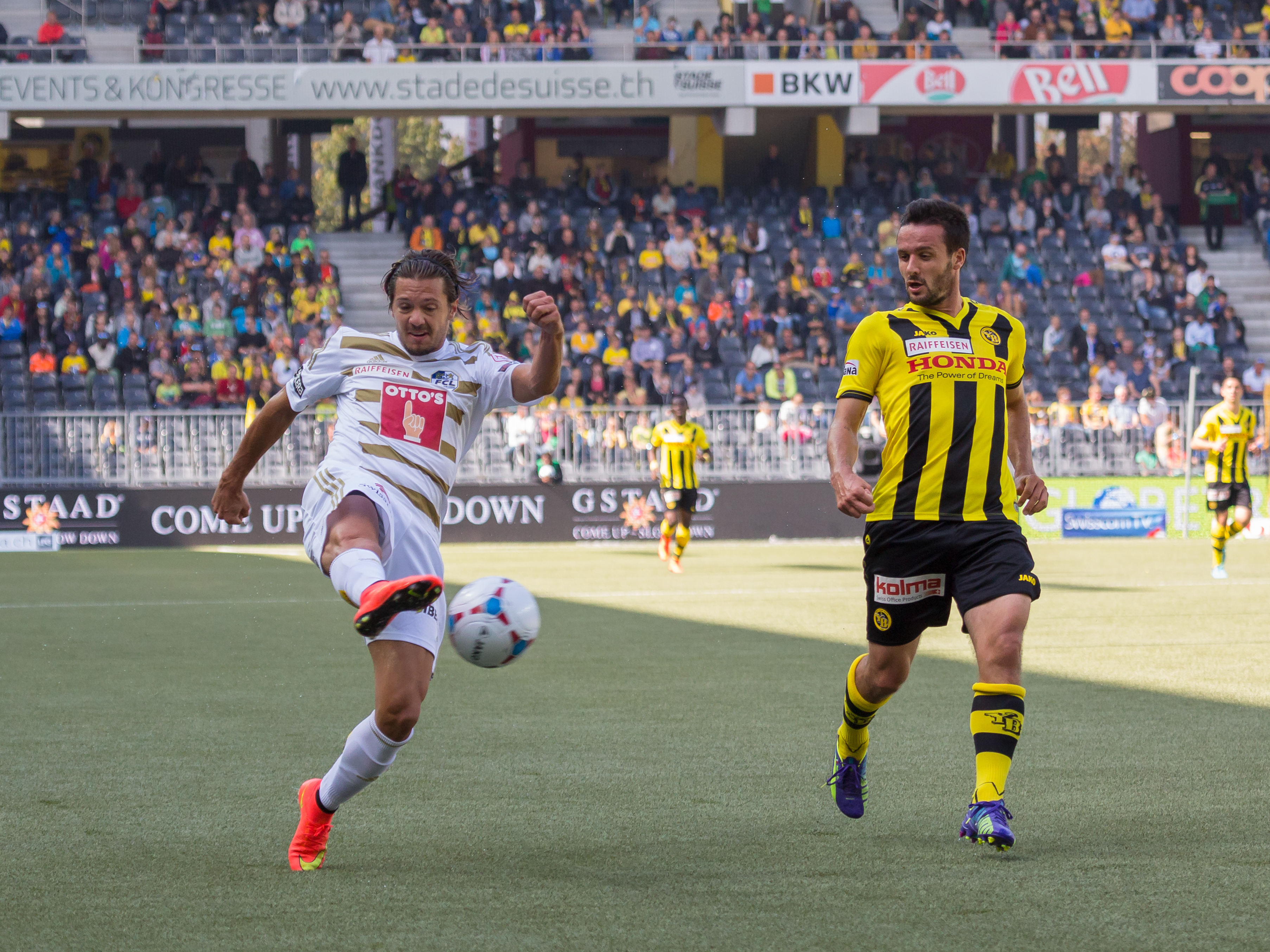
Winter bei der Ballannahme

Im Januar 2011 gab Adrian Winter seinen bevorstehenden Wechsel zum FC Luzern am Saisonende bekannt. Beim Ligarivalen aus der Innerschweiz unterzeichnete er einen Vertrag über drei Jahre und zu deutlich besseren Konditionen.
Schnell konnte er sich im Team einfügen und avancierte in kurzer Zeit zum unverzichtbaren Stammspieler. Auf der Aussenbahn kreierte Winter stets Gefahr und zeigte eine grosse Durchsetzungskraft in den Zweikämpfen. Diese Eigenschaften machten ihn zu einem der Publikumslieblinge bei den Fans des FC Luzern.
Seine Leistungen wurden schliesslich mit dem Aufgebot der A-Nationalmannschaft belohnt. Auf die Saison 2014/15 wurde sein auslaufender Vertrag nicht verlängert.
Im Sommer 2015 wechselte Winter in die Major League Soccer zu Orlando City. Dort absolvierte er in seiner ersten Saison neun Spiele und erzielte zwei Tore. Auch in der Saison 2016 gehört der Schweizer dem Kader von Orlando City an. Im ersten Saisonspiel 2016 traf Winter in der Nachspielzeit zum 2:2-Ausgleich gegen Red Salt Lake.
Im Sommer 2016 erfolgte die Rückkehr in die Schweiz zum FC Zürich, wo er auf seinen früheren Trainer Uli Forte traf. Mit Uli Forte stieg Adrian Winter in der Saison 2015/16 in die Challenge League ab. Nur ein Jahr später gelang dem FC Zürich und Adrian Winter der sofortige Wiederaufstieg in die Super League. In der Saison 2017/18 konnte Adrian Winter mit dem FC Zürich den Cupsieg feiern, wobei der FC Zürich in Bern gegen den BSC Young Boys 2:1 gewann.
Nach fünf Jahren beim FCZ verliess er den Stadtclub im Sommer 2021.

### Schlagzeilen
Winter musste sich vor der Klubführung verantworten, nachdem er zusammen mit Kryeziu an der Pokalfeier Ende Mai 2018 pyrotechnisches Material gezündet hatte. Die Konsequenzen sind bis dato unklar; vermutet wird, dass die beiden Spieler des FCZ zur Kasse gebeten wurden.

## Nationalmannschaft
Am 30. Mai 2012 gab Adrian Winter sein Länderspieldebüt in der Schweizer A-Nationalmannschaft. Im Freundschaftsspiel gegen Rumänien (0:1) wurde er in der 64. Minute für Admir Mehmedi eingewechselt.